# 샹양시
샹양(중국어: 襄阳, 병음: Xiāngyáng)은 중화인민공화국 후베이성의 북서쪽에 있는 지급시이다. 중국에서 역사적으로나 문화적으로 유명한 두 도시 샹양과 판청이 결합해 형성되었다. 이전 명칭은 샹판(중국어: 襄樊, 병음: Xiāngfán)이다. 2010년 12월, 현재의 명칭으로 변경했다.

## 역사
샹양은 유명한 중국의 국가역사문화명성으로 2800년이 넘는 역사를 가지고 있다. 삼국시대인 191년에 손견과 유표의 전투와 1267~1273년에 남송과 몽골군 간의 전투가 있었던 곳이다.
주요 볼거리와 문화적인 장소로 샹양 성 해자와 전통식 거리, 고대의 룽중, 미푸 기념 사원, 루먼 사가 있다.
샹양 시의 성벽은 아주 오래되었으나 현재 보존 상태가 좋다. 지역의 제1의 관광 장소는 다훙산 풍광구와 루먼 산 유적지를 포함한 몇 개의 역사적인 유적지들, 장궁치 사, 청언 수도원, 바이수이 수도원이다.

## 경제
샹양은 수력 자원이 풍부하다. 매장된 광물로 금홍석, 티탄 철광, 인, 중정석, 석탄, 철, 알루미늄, 금, 망간, 초석, 암염이 있다. 금홍석과 티탄 철광의 매장량이 중국 내에서 많은 편이다. 방직 산업은 시의 기둥 산업이다. 또다른 산업으로 기계, 화학, 전자, 건자재 제조 등이 있다. 샹양은 농업 자원이 풍부하고 샹양의 최고의 농산품으로 곡물, 목화, 야채, 담배, 차, 과일이 있다. 샹양은 잘 알려진 자동차 산업의 중심지로 둥펑 자동차의 공장이 있다. 더욱이 꽤 많은 화학 섬유 기업이 도시 내에 있다.

## 지리
북쪽으로 허난성, 동쪽으로 산시성 (섬서성), 남쪽으로 이창 시, 징먼 시, 서쪽으로 스옌 시, 선눙자 임구와 접한다.
연평균 기온은 15~16도이고 1월 평균기온은 2~3도, 7월 평균기온은 27~28도이다. 연 강수량은 1000mm, 무상일수는 228~249일이며 연 일조량은 1800~2100시간이다.
| 샹양시의 기후                                                 | 샹양시의 기후 | 샹양시의 기후 | 샹양시의 기후 | 샹양시의 기후 | 샹양시의 기후 | 샹양시의 기후 | 샹양시의 기후 | 샹양시의 기후 | 샹양시의 기후 | 샹양시의 기후 | 샹양시의 기후 | 샹양시의 기후 | 샹양시의 기후 |
| 월                                                            | 1월           | 2월           | 3월           | 4월           | 5월           | 6월           | 7월           | 8월           | 9월           | 10월          | 11월          | 12월          | 연간          |
| ------------------------------------------------------------- | ------------- | ------------- | ------------- | ------------- | ------------- | ------------- | ------------- | ------------- | ------------- | ------------- | ------------- | ------------- | ------------- |
| 역대 최고 기온 °C (°F)                                        | 21.8 (71.2)   | 23.6 (74.5)   | 29.7 (85.5)   | 34.0 (93.2)   | 37.4 (99.3)   | 38.0 (100.4)  | 39.6 (103.3)  | 39.0 (102.2)  | 39.3 (102.7)  | 33.4 (92.1)   | 27.7 (81.9)   | 21.7 (71.1)   | 39.6 (103.3)  |
| 일평균 최고 기온 °C (°F)                                      | 7.4 (45.3)    | 10.7 (51.3)   | 16.0 (60.8)   | 22.5 (72.5)   | 27.3 (81.1)   | 30.4 (86.7)   | 32.0 (89.6)   | 31.4 (88.5)   | 27.4 (81.3)   | 22.2 (72.0)   | 15.6 (60.1)   | 9.6 (49.3)    | 21.0 (69.9)   |
| 일일 평균 기온 °C (°F)                                        | 3.3 (37.9)    | 6.1 (43.0)    | 11.0 (51.8)   | 17.0 (62.6)   | 22.0 (71.6)   | 25.6 (78.1)   | 27.6 (81.7)   | 26.9 (80.4)   | 22.7 (72.9)   | 17.3 (63.1)   | 11.0 (51.8)   | 5.4 (41.7)    | 16.3 (61.4)   |
| 일평균 최저 기온 °C (°F)                                      | 0.1 (32.2)    | 2.5 (36.5)    | 7.0 (44.6)    | 12.7 (54.9)   | 17.7 (63.9)   | 21.8 (71.2)   | 24.3 (75.7)   | 23.6 (74.5)   | 19.2 (66.6)   | 13.7 (56.7)   | 7.4 (45.3)    | 2.0 (35.6)    | 12.7 (54.8)   |
| 역대 최저 기온 °C (°F)                                        | −8.8 (16.2)   | −7.9 (17.8)   | −2.7 (27.1)   | −0.1 (31.8)   | 8.4 (47.1)    | 12.6 (54.7)   | 17.2 (63.0)   | 14.9 (58.8)   | 10.5 (50.9)   | 0.0 (32.0)    | −3.4 (25.9)   | −6.8 (19.8)   | −8.8 (16.2)   |
| 평균 강수량 mm (인치)                                         | 22.4 (0.88)   | 25.4 (1.00)   | 44.3 (1.74)   | 64.9 (2.56)   | 98.9 (3.89)   | 107.3 (4.22)  | 132.4 (5.21)  | 137.1 (5.40)  | 83.0 (3.27)   | 68.3 (2.69)   | 40.3 (1.59)   | 16.4 (0.65)   | 840.7 (33.1)  |
| 평균 강수일수 (≥ 0.1 mm)                                      | 5.8           | 7.4           | 8.9           | 9.7           | 11.0          | 10.2          | 11.9          | 11.1          | 10.0          | 10.0          | 8.1           | 5.9           | 110           |
| 평균 강설일수                                                 | 4.3           | 3.3           | 1.3           | 0             | 0             | 0             | 0             | 0             | 0             | 0             | 0.8           | 2.4           | 12.1          |
| 평균 상대 습도 (%)                                            | 71            | 70            | 70            | 71            | 71            | 76            | 81            | 80            | 76            | 74            | 74            | 71            | 74            |
| 평균 월간 일조시간                                            | 107.2         | 112.6         | 143.7         | 171.6         | 184.5         | 174.6         | 185.2         | 183.0         | 147.9         | 143.3         | 127.2         | 117.9         | 1,798.7       |
| 가능 일조율                                                   | 33            | 36            | 38            | 44            | 43            | 41            | 43            | 45            | 40            | 41            | 41            | 38            | 40            |
| 출처: 중국기상국 (평년값: 1991년~2020년, 극값: 1981년~2010년) |               |               |               |               |               |               |               |               |               |               |               |               |               |

## 행정 구역

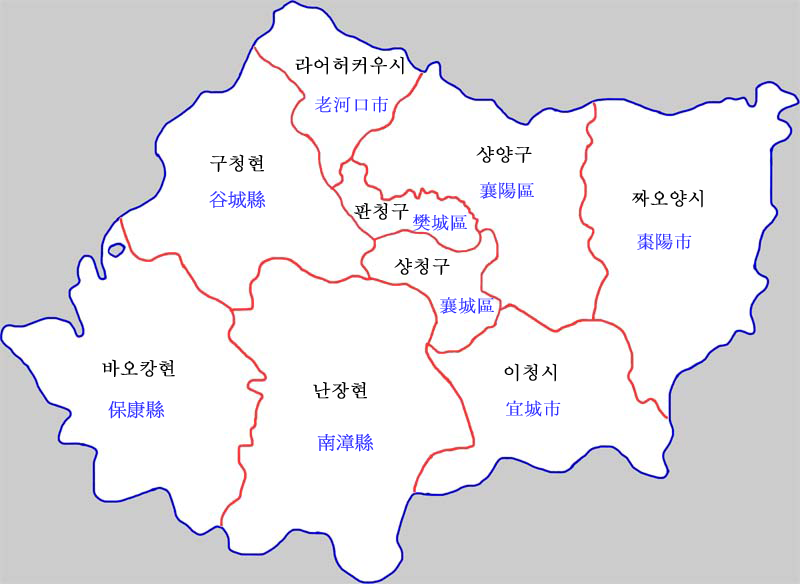
샹양 시 현급 행정구역

3개의 시할구와 2개의 현급시, 4개의 현을 관할한다.
시할구
- 샹저우 구(襄州區)
- 샹청 구(襄城區)
- 판청 구(樊城區)

현급시
- 짜오양 시(棗陽市)
- 이청 시(宜城市)
- 라오허커우 시(老河口市)

현
- 난장 현(南漳縣)
- 구청 현(谷城縣)
- 바오캉 현(保康縣)

## 같이 보기
- 양양성 공방전